# IC 4503
IC 4503 је спирална галаксија у сазвјежђу Волар која се налази на листи објеката дубоког неба у Индекс каталогу.
Деклинација објекта је + 16° 8' 47" а ректасцензија 14h 46m 39,6s. Привидна величина (магнитуда) објекта IC 4503 износи 14,0 а фотографска магнитуда 14,8. IC 4503 је још познат и под ознакама MCG 3-38-10, CGCG 105-23, PGC 52763.